# Ehebruch in der Literatur

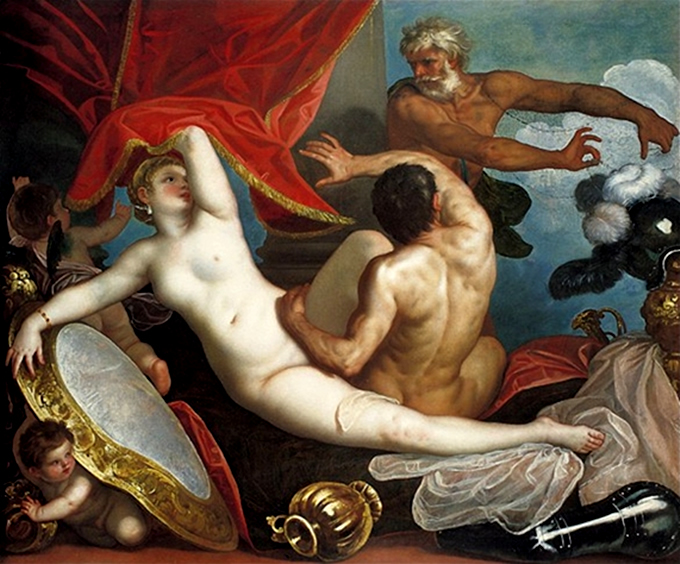
Venus und Mars werden von Vulcanus überrascht (Gemälde von Alessandro Varotari, um 1631)

Ehebruch ist ein häufiges Thema der Literatur. Als Geschlechtsverkehr, den eine verheiratete Person mit einer anderen Person als dem Ehepartner hat, war Ehebruch bis ins 20. Jahrhundert fast überall auf der Welt strafbar, in den meisten islamischen Ländern (Zinā) und auch in Teilen der Westlichen Welt (etwa in vielen Bundesstaaten der Vereinigten Staaten) ist er es heute noch. Mit weiblichem Ehebruch ist das Risiko verbunden, dass Kuckuckskinder entstehen. Generell bildet der Ehebruch einen Vertrags- und Vertrauensbruch gegenüber dem Ehepartner. Weil er im Leben ebenso ubiquitär ist, wie er zwischenmenschliche Konflikte hervorbringt und moralische Stellungnahmen herausfordert, ist er in der Weltliteratur zu allen Zeiten immer wieder beschrieben und problematisiert worden.
Einige Autoren haben das Thema weitaus öfter behandelt als andere, darunter etwa W. Somerset Maugham, Martin Walser und John Updike.

## Allgemeines
Schriftsteller haben über die Behandlung des Ehebruchthemas vielfach auch explizit nachgedacht. So vermutet der Schriftsteller Joachim Kalka:

„Der Ehebruch hat nur deshalb seinen sinistren Glanz, weil die Ehe mit ihrer Unauflöslichkeit eine so abgründige Tristesse besitzt.“

Ein weiteres Beispiel bildet David Lodges Roman Denkt (2001), in dem die weibliche Hauptfigur, eine Schriftstellerin, von Anna Karenina ausgehend folgende Überlegung anstellt:

“Happy families are not all alike. The trouble is, they’re not very interesting – unless of course you happen to belong to one. Fiction feeds on unhappiness. It needs conflict, disappointment, transgression. And since novels are mainly about the personal, emotional life, about relationships, it’s not surprising that most of them are about adultery.”

„Glückliche Familien sind nicht alle gleich. Das Problem ist, sie sind nicht sehr interessant – außer natürlich, wenn du selbst zu einer gehörst. Literatur lebt von Unglück. Sie braucht Konflikt, Enttäuschung, Überschreitung. Und weil es in Romanen hauptsächlich um das Persönliche geht, ums Gefühlsleben, um Beziehungen, ist es nicht überraschend, dass die meisten von Ehebruch handeln.“

Nicht nur von Seiten der feministischen Literaturkritik ist vielfach argumentiert worden, dass die Brisanz und literarische Kraft von Ehebruchromanen wie Madame Bovary und Anna Karenina aus der „gesellschaftlich institutionalisierte[n] Unterdrückung der Frau“ herrühre. Jedoch haben weder die vielfältigen Errungenschaften der internationalen Frauenrechtsbewegungen noch die Liberalisierung des Scheidungsrechts zu einem Bedeutungsverlust des Themas in der Literatur geführt. In Denkt beobachtet die weibliche Hauptfigur:

“Civilization is based on repression, as Freud observed. But not in sex, not any more, the godless say. There is no need to pretend that sex for pleasure should be confined to monogamous marriage. True? Not if contemporary fiction is to be believed. There seems to be just as much anger, jealousy, bitterness generated by sexual infidelity as there ever was.”

„Zivilisation ist auf Unterdrückung gegründet, wie Freud beobachtet hat. Aber nicht der Unterdrückung von Sex, nicht mehr, sagen die Gottlosen. Man braucht nicht so zu tun, als ob Sex fürs Vergnügen auf die monogame Ehe beschränkt bleiben sollte. Wahr? Nicht, wenn man der gegenwärtigen Literatur glauben soll. Dort scheint sexuelle Untreue ebensoviel Wut, Eifersucht, Bitterkeit hervorzubringen wie jemals zuvor.“

Wie Jeffrey Eugenides in seinem Roman Die Liebeshandlung (2011) argumentiert hat, hätte ein Kulissenwechsel – etwa in gesellschaftliche Verhältnisse, in denen Emma Bovary sich bequem hätte scheiden lassen können – an der literarischen Sprengkraft von Madame Bovary nur wenig geändert, weil die eigentlichen Themen dieses Romans – Sexualität, Liebe, zwischenmenschliche Beziehungen, Ehe und das Streben nach individuellem Glück – universelle menschliche Themen sind.
Der britische Schriftsteller Anthony Burgess hat das Bonmot geprägt, nach dem der Ehebruch „die kreativste der Sünden“ sei.

## Antike

### Ägypten
Zu den ältesten überlieferten literarischen Texten, in denen das Ehebruchthema behandelt wird, zählt die zweite Geschichte des Papyrus Westcar (zwischen 1837 und 1630 v. Chr.). Darin wird erzählt, wie der Zauberer Ubaoner Magie einsetzt, um den Liebhaber seiner Frau zu bestrafen; die untreue Frau wird hingerichtet.

### Griechische Mythologie

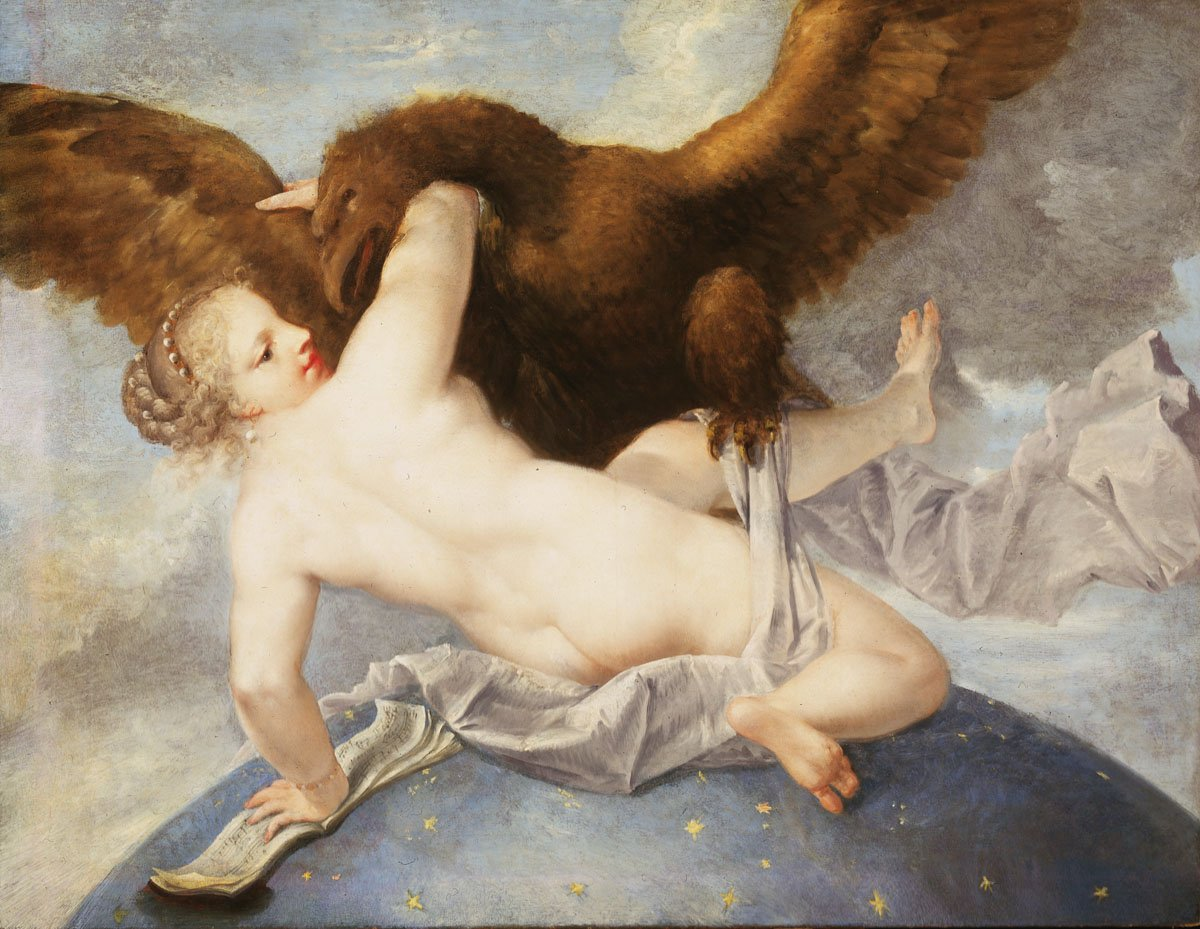
Zeus nähert sich Astraea (Marco Liberi, 17. Jahrhundert)

Einer der ältesten Ehebrecher der literarischen Überlieferung war der Olympische Gott Zeus, der seine Gattin Hera mit einer Vielzahl von Frauen betrogen hat, darunter Leto, Leda, Europa, Io und Persephone. Obwohl er sich diesen Frauen häufig in listiger Verwandlung genähert hatte, galt die Rache der betrogenen Hera nie Zeus, sondern stets den Geliebten. In der Odyssee (8./7. Jahrhundert v. Chr.) betrügt Odysseus seine unerschütterlich treue Gattin Penelope mit der Zauberin Kirke. Die Argonautensage erzählt von den Männern von Lemnos, die ihre Ehefrauen mit thrakischen Sklavinnen betrügen, nachdem Aphrodite ihre Frauen mit Mundgeruch gestraft hat; die aufgebrachten Ehefrauen richten unter ihren Männern daraufhin ein Massaker an. Medea ermordet, als ihr Ehemann, der Königssohn Iason, sich einer anderen Frau zuwendet, aus Rache nicht nur die Rivalin und deren Vater, sondern auch ihre eigenen Kinder.
In Euripides’ Tragödie Der bekränzte Hippolytos (428 v. Chr.) verliebt – durch einen Zauber der eifersüchtigen Aphrodite – Theseus’ Gattin Phaidra sich in ihren Stiefsohn Hippolytos und erhängt sich, da ihre Liebe nicht erwidert wird. Eine weitere berühmte Ehebrecherin der griechischen Mythologie ist Klytaimnestra, die gemeinsam mit ihrem Liebhaber Aigisthos ihren Ehemann Agamemnon ermordet. Aërope betrügt ihren Ehemann Atreus mit dessen Bruder Thyestes; Atreus vertreibt den Nebenbuhler und lässt Aërope ins Meer werfen.
Herakles, der zu diesem Zeitpunkt noch nicht unsterblich ist, begeht einen Suizidversuch, nachdem er mit Iole fremdgegangen ist und seine Frau Deïaneira ihn aus Rache mit dem Nessoshemd foltert. Herakles selbst ist die Folge eines Seitensprunges seiner Mutter Alkmene, der Zeus sich in der Gestalt ihres Verlobten Amphitryon genähert hatte; bereits in Plautus’ Adaption des Stoffes (Amphitruo, um 190 v. Chr.) sind Alkmene und Amphitryon zu Beginn der Handlung miteinander verheiratet.

### Bibel
Auch das Alte Testament der Bibel enthält Erzählungen über Ehebruch. So schläft laut Gen 16,1-4  der mit Sarah verheiratete Abraham mit der Sklavin Hagar; obwohl dies anfänglich auf Sarahs Wunsch hin geschieht, ist sie später eifersüchtig. In Gen 35,22  wird berichtet, wie Ruben mit Bilha, der Konkubine seines Vaters Jakob, schläft. König David, der zu diesem Zeitpunkt bereits sieben Ehefrauen hat, schläft mit Bathseba, der Frau des Hethiters Urija, und lässt Urija dann ermorden (2 Sam 22,2-17 ). Unklar ist die in Hos 3,1-3  angedeutete Untreue von Gomer, der Ehefrau des Propheten Hosea.
Im Neuen Testament findet sich die Geschichte von Jesus und der Ehebrecherin in Joh 8,1-11 . Seit dem Kirchenvater Hippolyt und Papst Gregor I. wurde Maria Magdalena häufig mit dieser Ehebrecherin gleichgesetzt; noch im ausgehenden 19. Jahrhundert tat es ihnen z. B. Paul Heyse (Maria von Magdala, 1899) gleich. Wie unter anderem Cynthia Bourgeault aufgewiesen hat, hat diese Gleichsetzung jedoch keine biblische Grundlage und ist eine Fiktion späterer Jahrhunderte.

## Mittelalter und Renaissance

### Frankreich
Aus dem Altfranzösischen stammt die Erzählung von Lancelot, der eine Liebesbeziehung mit Guinevere, der Gemahlin seines Herrn, König Artus anknüpft. Dieser Stoff, dessen älteste erhaltene Adaption Chrétien de Troyes’ Verserzählung Le Chevalier de la charrette (1177–1181) ist, wurde bis in die Gegenwart immer wieder neu interpretiert. In Geoffrey von Monmouths lateinischer Bearbeitung desselben Stoffes, Historia regum Britanniae (1136), war es noch Mordred, der eine ehebrecherische Beziehung zu Guinevere unterhielt. Ebenfalls im Umfeld der Ritter der Tafelrunde hat Chrétien de Troyes seine Verserzählung Cligès (um 1176) angesiedelt, in der der Titelheld sein Herz an Fenice verliert, die Ehefrau seines Onkels Alis; da letzterer stirbt, finden die Liebenden glücklich zueinander.
Ähnlich bedeutend ist die Erzählung von Tristan und Isolde, deren älteste überlieferte Schriftformen aus dem 12. Jahrhundert stammen; sie schildert das Schicksal einer irischen Königstochter, die einen Liebestrank, den sie eigentlich gemeinsam mit ihrem Bräutigam Marke von Cornwall trinken soll, versehentlich gemeinsam mit dessen Brautwerber einnimmt.
Ebenfalls im 12. Jahrhundert schrieb Marie de France mehrere Lais, die von weiblichem Ehebruch handeln, wie Equitan, Bisclavret und Yonec, in denen die Schuldigen schwerste Strafen erleiden.
Margarete von Navarras Heptaméron (1558) umfasst neben vielen anderen eine satirische Erzählung über König Alfons II. von Neapel, der ein Verhältnis mit einer adligen Dame hat, deren Ehemann sich schadlos hält, indem er wiederum mit der Königin schläft.

### Deutscher Sprachraum
Um das Jahr 1240 verfasste der Stricker seinen Schwankroman Der Pfaffe Amis über einen betrügerischen Priester, der die Ehefrauen, die als unbescholten gelten wollen, veranlasst, ihr gesamtes Vermögen für einen angeblichen Kirchbau zu spenden.
Vermutlich im Auftrage des elsässischen Adligen Peter Diemringer von Staufenberg wurde um 1320 die erste überlieferte Version der auf volkstümlicher Tradition beruhenden Undinen-Stoffes niedergeschrieben. Die Versnovelle erzählt von der Mahrtenehe des Erzählers mit einer Merfeye, die sich ausbedingt, dass er keine andere Ehefrau nehme; als er dies auf Druck seiner Verwandten dennoch tut, stirbt er noch am Hochzeitstag.
Die Moralsatire Das Narrenschiff (1494) des Straßburgers Sebastian Brant enthält eine Episode „Vom Ehebruch“.

### Italien

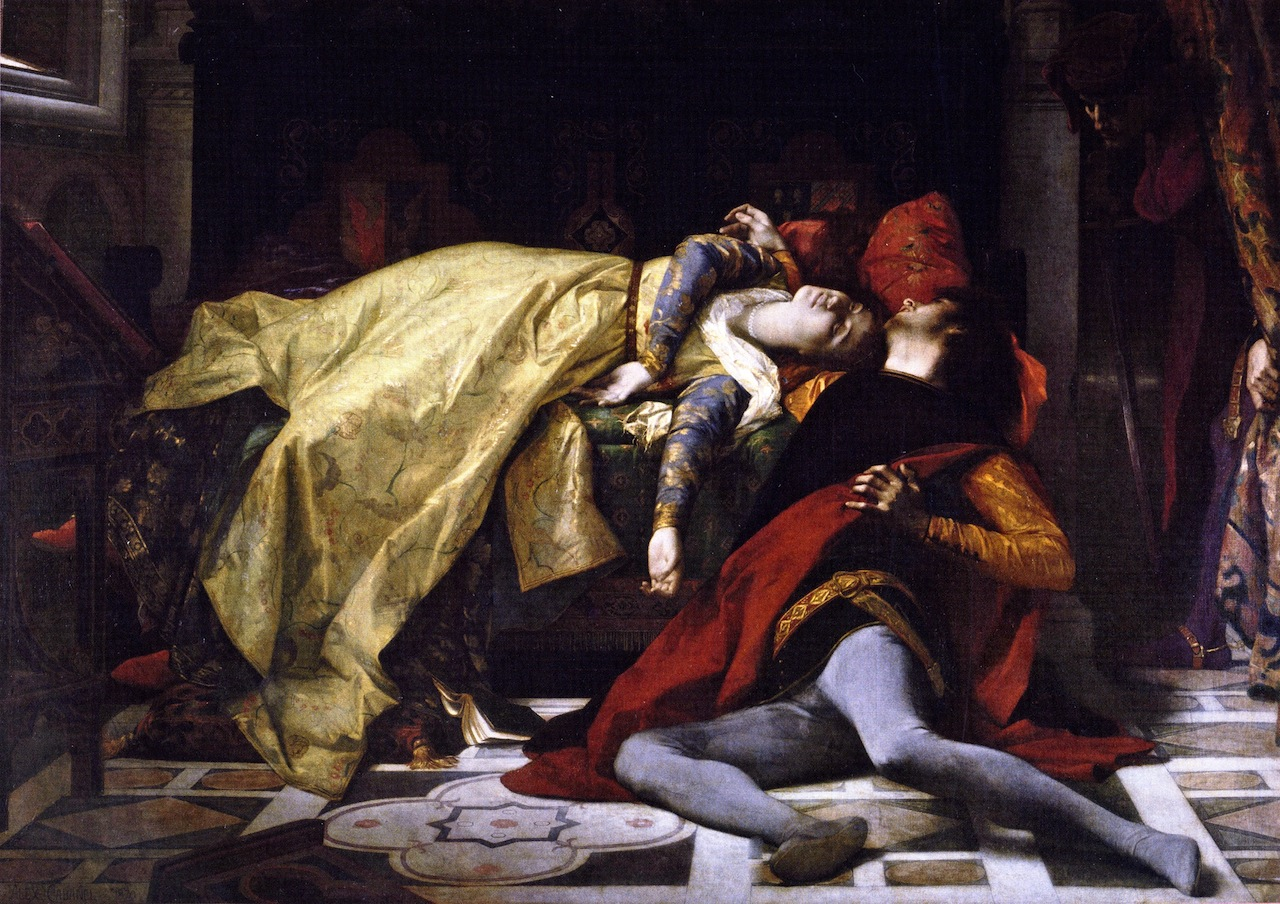
Alexandre Cabanel: Der Tod von Francesca da Rimini und Paolo Malatesta (1870)

Zu den berühmtesten Ehebruchgeschichten des Mittelalters zählt die Episode von Francesca da Rimini im 5. Gesang von Dantes Divina Commedia (1321); Francesca büßt in der Hölle, nachdem ihr ungeliebter Ehemann Giovanni Malatesta sie beim Fremdgehen mit seinem Bruder Paolo erwischt und getötet hat. Im 19. und frühen 20. Jahrhundert haben viele Schriftsteller und andere Künstler an diesem Stoff erneut Interesse gefunden und ihn für ihre eigenen Werke zeitgemäß interpretiert.
Giovanni Boccaccios Novellensammlung Decamerone (1349–1353) enthält die Geschichte der Madonna Filippa, die von ihren Mann nach einem Seitensprung vor Gericht gebracht wird, sich dort jedoch schlagfertig und erfolgreich verteidigt.
In Bernardo Dovizi da Bibbienas Komödie La calandria (1513) wird der Ehebruch bewerkstelligt, indem der Liebhaber sich als Frau verkleidet und auf diese Weise Zugang ins Haus der verheirateten Geliebten erlangt. In Niccolò Machiavellis thematisch ähnlicher Komödie La mandragola (1518) gibt der Liebhaber sich aus demselben Grunde als Arzt aus.

### England
Mehrere Ehebruchgeschichten sind auch in Geoffrey Chaucers Canterbury Tales (1387) zu finden, darunter The Millers’ Tale über den Studenten Nicholas, der ein Verhältnis mit der Ehefrau seines Vermieters hat; Chaucer schützt vor, den Leser vor der Sünde warnen zu wollen, stellt sie aber viel zu unterhaltsam dar, um diesen Zweck tatsächlich zu erreichen.
In Richard Johnsons höfischem Roman Tom a Lincoln (1599/1607) erfährt der Leser von einer ehebrecherischen Affäre König Arthurs mit Angelica, der Tochter des Lord Mayor of London.
1592 erschien in London anonym das Bühnenstück The Tragedy of Master Arden of Faversham über einen reichen Landbesitzer, dessen untreue Frau zwei Mörder anheuert, um ihren Gatten aus dem Wege zu schaffen. 1603 folgte Thomas Heywoods von einem italienischen Roman inspiriertes Bühnenstück A Woman Killed with Kindness, in dem der betrogene Ehemann auf Blutrache verzichtet, die untreue Frau aber an gebrochenem Herzen stirbt.
Umstritten ist in der Fachliteratur, ob Hamlets Mutter Gertrude eine Ehebrecherin war, d. h. ob sie mit Claudius bereits zu Lebzeiten von Hamlets Vater intim war (um 1601). „Ay, that incestuous, that adulterate beast“, wettert Hamlets Vaters Geist im 5. Auftritt des 1. Aktes. Im Werke Shakespeares wäre sie damit die einzige Figur, die tatsächlich einen Ehebruch begangen haben könnte, denn in Othello, Das Wintermärchen und Cymbeline sind die vermeintlichen Ehebrecherinnen allesamt unschuldig.

### Andere Sprachräume
Zur nordischen Mythologie gehört der Wälsungen-Stoff einschließlich der Geschichte der Signy, die mit Siggeir verheiratet ist, mit ihrem Zwillingsbruder Sigmund aber den Sinfiötli zeugt. In Richard Wagners Ring des Nibelungen (1848–1874) entsprechen diesen Vieren die Figuren Sieglinde, Hunding, Siegmund und Siegfried.
Die in mittelniederländischer Sprache verfasste sotternie Lippijn – Teil der literaturhistorisch bedeutenden Van Hulthemschen Handschriften – erzählt die Geschichte eines Ehemannes, der zwar weiß, dass seine Frau einen Liebhaber getroffen hat, dessen Anklagen von der Umgebung aber heruntergespielt und sogar zu seinem Nachteil verwendet werden.

## Vom 17. bis zum 19. Jahrhundert

### Ehebrecherinnen in der spanischen Literatur (Siglo de Oro)
Der spanische Dramatiker Lope de Vega schrieb 1631 seine Tragödie Castigo sin venganza über einen italienischen Edelmann, der nach einem Ehebruch seiner jungen Frau mit seinem unehelichen Sohn grausame Rache übt. Castigo sin venganza ist eines der ganze wenigen Werke des Siglo de Oro, in denen ein Ehebruch tatsächlich erfolgt ist; in den Dramen Calderóns sterben Ehefrauen immer wieder, nur weil sie des Ehebruchs verdächtigt werden (z. B. Der Arzt seiner Ehre). Mit der Episode El curioso impertinente enthält selbst Miguel de Cervantes’ Don Quijote (1605/1615) eine solche Geschichte obsessiven männlichen Misstrauens; gerade mit seiner Eifersucht treibt in diesem Falle der Mann seine Frau jedoch in die außereheliche Liebschaft, die er um jeden Preis hatte verhindern wollen. Cervantes hat das Ehebruchthema auch in seinen Einaktern La cueva de Salamanca und El viejo celoso (beide 1615) behandelt.

### Empfindsamkeit und Sturm und Drang
Ein Schrittmacher für die neuzeitliche Liebesromanliteratur war Madame de Lafayettes Novelle Die Prinzessin von Montpensier (1662) über eine französische Prinzessin, die nach einer kurzen außerehelichen Affäre mit Henri de Guise an gebrochenem Herzen stirbt. Der 1678 von Marie-Madeleine de La Fayette veröffentlichte Roman Die Prinzessin von Clèves erzählt die Geschichte eines Ehemannes, der daran zerbricht, dass seine Frau ihm zwar äußerlich die Treue hält, aber einen anderen Mann liebt.
In Großbritannien wurde 1676 Aphra Behns Schauspiel Abdelazer uraufgeführt, dessen Titelfigur aus Berechnung der Liebhaber der spanischen Königin Isabella wird. Ebenfalls in Großbritannien trieb im 18. Jahrhundert Samuel Richardson (Pamela oder die belohnte Tugend, 1740) eine Moralisierung des Romans voran. Der 1743 anonym veröffentlichte Roman The Fair Adultress: or, the Treacherous Brother enthielt zwar immer noch einige pikante Elemente, hatte jedoch bereits eine ausgeprägte moralische Botschaft. Bereits 1732 war Henry Fieldings Drama The Modern Husband uraufgeführt worden, in dem ein Mann seine Frau verkauft, mit dem Verkaufserlös aber nicht zufrieden ist und den Käufer darum wegen Ehebruchs verklagt. Fieldings übte mit dem Stück Kritik am zeitgenössischen Recht, das es Ehemännern erlaubte, für eine Untreue seiner Frau dritte Personen schadensersatzpflichtig zu machen. Fieldings später entstandener empfindsamer Roman Amelia (1751) hatte dann einen männlichen Ehebruch zum Thema.
1774 wurde in Berlin Johann Wolfgang von Goethes Tragödie Götz von Berlichingen uraufgeführt; die verführerische und intrigante weibliche Hauptfigur, Adelheid, wird darin von einem Femegericht wegen Ehebruchs und Gattenmordes zum Tode verurteilt. Friedrich Maximilian Klingers Trauerspiel Das leidende Weib (1775) gilt als das erste Schauspiel deutscher Sprache, in dem eine Ehebrecherin als Hauptfigur erscheint; diese gesteht ihrem Mann die Untreue und stirbt vor Scham, woraufhin der Liebhaber sich auf ihrem Grab das Leben nimmt.
August von Kotzebues Rührstück Menschenhass und Reue (1788) handelt von den Verwicklungen, denen eine kurzzeitig untreue, aber aufrichtig bereuende Adlige zum Opfer fällt, bevor sie mit ihrem Ehemann glücklich wieder vereint wird.

### Klassik und Romantik
In Johann Wolfgang von Goethes Die Wahlverwandtschaften (1809) mündet die Untreue der männlichen Hauptfigur in den Tod des Liebespaares.
In der Literatur der Romantik erscheint die Ehebruchthematik nur selten. Eine Ausnahme bildet Sophie Mereaus Briefroman Amanda und Eduard (1803) über eine mit einem ungeliebten Mann verheiratete Frau, die ihren Liebhaber erst heiraten kann, als sie bereits Witwe ist, dann aber verunglückt. In Achim von Arnims 1810 erschienenem Roman Armut, Reichtum, Schuld und Buße der Gräfin Dolores betrügt die leichtfertige Titelfigur ihren Mann, den Grafen Karl, mit dem Markese D. und büßt für ihre Schlechtigkeit am Ende mit dem Tode; eigentliches Thema des Romans ist jedoch die Verblendung Karls, der Dolores wegen ihrer äußerlichen Schönheit begehrt hatte, während ihre weniger gutaussehende Schwester Klelia die geeignetere Partnerin für ihn gewesen wäre.
Der Undinen-Stoff, in dem die betrogene Frau ihrem Mann den Tod bringt, erfuhr im 19. Jahrhundert eine Wiederbelebung, am prominentesten in Gestalt von Friedrich de la Motte Fouqués Märchennovelle Undine (1811).
In E. T. A. Hoffmanns Erzählung Die Marquise de la Pivardiere (1820) macht ein Mann sich mit seiner Geliebten davon, während seine Frau, weil sein Verschwinden nicht zu erklären ist, wegen Mordes angeklagt wird. Eduard Mörike schrieb 1838 ein Gedicht Der Schatten über eine untreue Frau, die ihren Mann vergiftet; der Ermordete kehrt allerdings als Geist zurück und tötet die Frau.

### Biedermeier
Der als österreichischer „Nationaldichter“ gefeierte Franz Grillparzer publizierte 1827 seine Novelle Das Kloster bei Sendomir über einen Grafen, der seine untreue Frau tötet, dann aber erkennen muss, dass diese Tat ihm überhaupt keine Erleichterung verschafft. Gerhart Hauptmann adaptierte die Novelle 1896 als Einakter und gab diesem – nach der weiblichen Hauptfigur – den Titel Elga.
Der Roman Gräfin Faustine (1841) von Ida Hahn-Hahn erzählt die Lebensgeschichte einer gebildeten Dresdnerin, die nach einer Konvenienzehe ihren Mann verlässt, um mit dem Liebhaber zusammenzuleben; doch weder an dieser Beziehung noch an der folgenden mit einem dritten Mann hält sie lange fest.
Adalbert Stifters Erzählung Brigitta (1843) handelt von einem österreichischen Gutsherrn, der erst, nachdem er sie einmal betrogen hat, erkennt, wie kostbar seine Frau für ihn ist.

## Seit der zweiten Hälfte des 19. Jahrhunderts

### Komödien
Auch in der Zeit des Bürgerlichen Realismus und darüber hinaus ist das Ehebruchsthema immer wieder komödiantisch verarbeitet worden, etwa in Eugène Labiches Ein Florentinerhut (1851), in dem eine junge Ehefrau beim Seitensprung ihren Strohhut verliert und vor der Rückkehr zum Ehemann, um sich nicht verdächtig zu machen, Ersatz heranschaffen muss. Thematisch ähnlich ist Oscar Wildes Gesellschaftskomödie Lady Windermeres Fächer (1893). Arthur Schnitzler vollendete 1897 sein Schauspiel Reigen, in dem eine junge Frau ihren Mann betrügt, der anschließend wiederum seine Frau betrügt.
Eine der turbulentesten Verwechslungskomödien mit Ehebruchthema ist Georges Feydeaus Lustspiel Der Floh im Ohr (1907). In W. Somerset Maughams Gesellschaftskomödie Der Kreis (1921) wiederholt ein Familienskandal (verheiratete Frau brennt mit dem Liebhaber durch) sich in zwei aufeinanderfolgenden Generationen fast ohne Variation. Erneut griff Maugham das Thema in seinem Konversationsstück The Constant Wife (1927) auf, in dem die betrogene Ehefrau die Untreue ihres Mannes erst duldet, bevor sie ihre Situation schließlich als unwürdig erkennt und sich emanzipiert, indem sie sich wirtschaftlich unabhängig macht. Satirische Qualität hat der Ehebruch der Molly Bloom in James Joyce’ Roman Ulysses (1922); während diese Figur hier eigentlich für die berühmteste aller treuen Ehefrauen der Literaturgeschichte – Penelope – steht, lässt der Autor sie ihren Ehemann Leopold mit ihrem Manager Hugh „Blazes“ Boylan betrügen.
Eine komödiantische Note hat der Ehebruch auch in Curt Leviants Roman Diary of an Adulterous Woman (2001) über den Psychiater Charlie, dessen verheiratete Patientin ein Verhältnis mit Charlies nichtsnutzigem besten Freund hat; dass er ihr diesen eigentlich ausreden müsste, bringt ihn in Konflikt mit seinem Berufsethos.

### In Berechnung verführte Ehefrauen
Weiblicher Ehebruch wurde bis ins 20. Jahrhundert in der Literatur häufig als Ergebnis von Verführung behandelt, wobei der Verführer meist eher als berechnend denn als ungezügelt triebhaft charakterisiert wird. Frühe Beispiele sind Choderlos de Laclos’ Briefroman Gefährliche Liebschaften (1782) und Stendhals Rot und Schwarz (1830). Das Thema findet sich aber bis ins 20. Jahrhundert noch, etwa in Arno Schmidts Roman Das steinerne Herz (1954), in dem Ehebruch gleich mehrfach eine Rolle spielt; unter anderem fängt der Ich-Erzähler, der auf der Jagd nach bestimmten historischen Dokumenten ist, mit der verheirateten Erbin derselben ein Verhältnis an.

### Bürgerlicher Realismus: Ehebruchromane mit Happy End
Starke Präsenz erlangte das Ehebruchthema – insbesondere das Thema des weiblichen Ehebruch – in der Literatur des Realismus. Der Ehebruch ist hier Ausgangspunkt sowohl für gesellschaftliche Sittenstudien als auch für psychologisch genaue Personendarstellungen.
Honoré de Balzac, ein großer Darsteller weiblichen Unabhängigkeitsstrebens, hat den weiblichen Ehebruch in seinem Werk vielfach behandelt. Ein markantes Beispiel bildet seine Erzählung Die Muse des Départements (1837) über die begabte junge Dinah Piedefer, die einen viel älteren Mann heiratet. Als ihr Liebhaber sich als Hallodri entpuppt, hintertreibt Dinah nicht nur dessen geplante gute Partie, sondern lässt ihn dann auch noch sitzen und kehrt, obwohl sie mittlerweile zwei außerehelich gezeugte Kinder hat, zu ihrem großzügigen Ehemann zurück.
Mit Der scharlachrote Buchstabe veröffentlichte Nathaniel Hawthorne 1850 einen Ehebruchroman, in dem die untreue Frau nicht nur mit dem Leben davonkommt, sondern sogar rehabilitiert wird; zu ihrer moralischen Entlastung trägt hier bei, dass der Ehemann ein Sadist ist, der zum Zeitpunkt der Liebschaft überdies als verschollen galt. In seiner Erzählung The Hollow of the Three Hills (1830) hatte Hawthorne das Ehebruchthema schon früher einmal behandelt.
Wie Der scharlachrote Buchstabe, so endet auch Theodor Fontanes Roman L’Adultera (1880) damit, dass die Liebenden unter dem Wohlwollen der sie umgebenden Gesellschaft glücklich vereint werden.

### Bürgerlicher Realismus: Sterbende und scheiternde Ehebrecher
Weiblicher Ehebruch

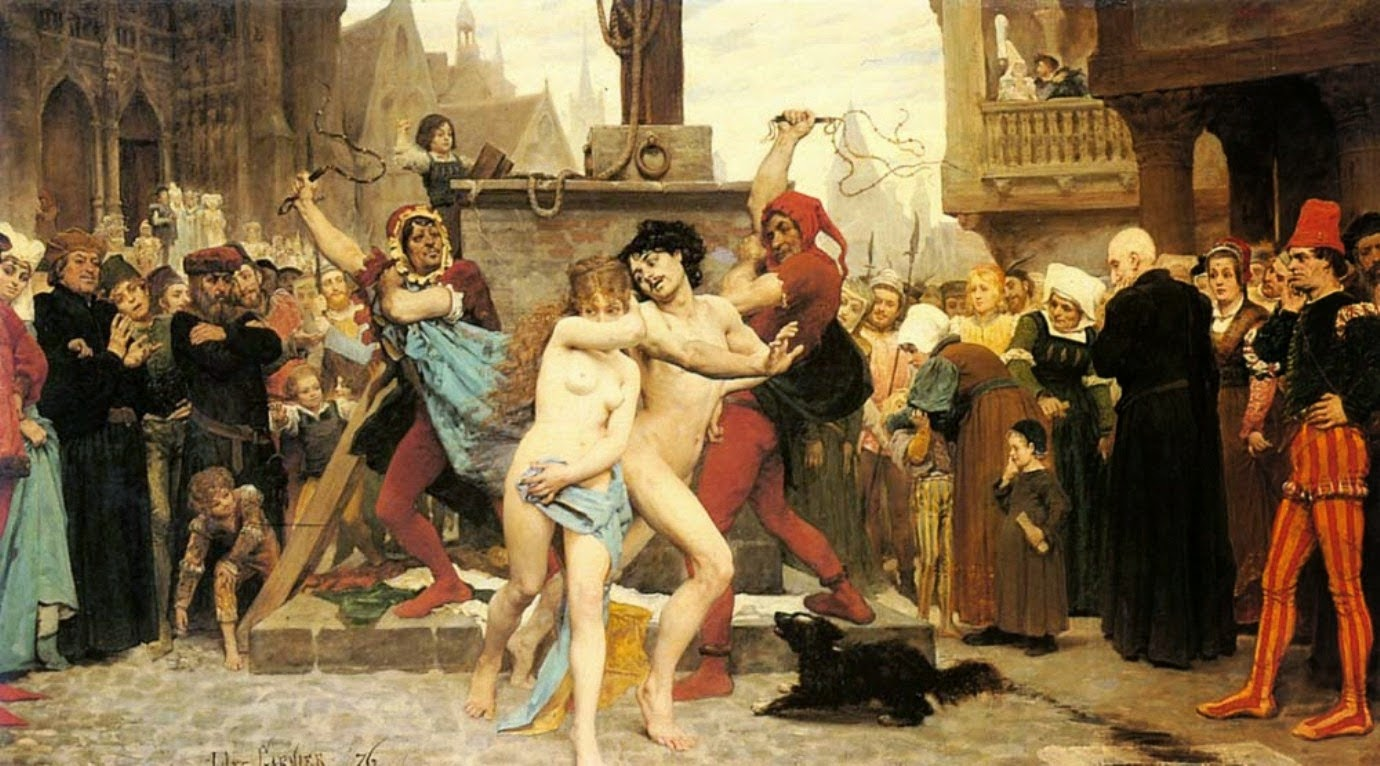
Jules Arsène Garnier: Die Qual der Ehebrecher, 1876

Eine zweite Entwicklungslinie innerhalb der realistischen Literatur bilden solche Ehebruchromane, in denen die untreu gewordene Frau entweder von ihrem Mann umgebracht wird, Suizid begeht oder an der einen oder anderen Form von „gebrochenem Herzen“ stirbt. Als klassische Ehebruchromane gelten Madame Bovary (1848) von Gustave Flaubert, Anna Karenina (1873) von Lew Tolstoi und Effi Briest (1894–1895) von Theodor Fontane. In allen dreien steht eine Frau im Mittelpunkt, die in problematischer Ehe lebt und der Versuchung einer Liebschaft erliegt.
Weitaus weniger bekannt ist Wilkie Collins’ Sensationsroman Basils Liebe (1852) über einen jungen Mann, der heimlich unter seinem Stande heiratet; die Frau betrügt ihn und stirbt schließlich an Typhus. Ein weiterer viktorianischer Sensationsroman mit tödlich ausgehendem weiblichen Ehebruch ist East Lynne (1861) von Ellen Wood.
Mit Madame Bovary, Anna Karenina und Effi Briest verglichen worden sind die Romane Vetter Basilio (1878) des portugiesischen Schriftstellers José Maria Eça de Queiroz und La Regenta (1884–1885) des spanischen Schriftstellers Leopoldo Alas alias Clarín; der letztere fällt insofern aus der Reihe, als die untreue Frau darin zwar als gebrochene Frau endet, jedoch am Leben bleibt. Bereits dem Naturalismus wird Herman Bangs 1886 publiziertes Meisterwerk Am Weg zugerechnet, eine dänische Prosaarbeit in der Grauzone zwischen Erzählung und Roman; darin geht es um eine unverstandene junge Ehefrau, die sich in einen anderen Mann verliebt und an der Konventionalität ihrer Umgebung zerbricht.
In Tolstois Novelle Die Kreutzersonate (1891) bringt ein Mann seine Frau um, ohne über ihre Untreue auch nur Gewissheit zu haben. In Berlin wurde im selben Jahr Felix Philippis Drama Das alte Lied (1891) uraufgeführt, in dem ein Rechtsanwalt seinen Mandanten wegen dessen Eifersuchtstat tadelt, unmittelbar darauf aber die eigene Ehefrau beim Seitensprung ertappt und im Affekt tötet.
In seinem 1902–1908 erschienenen, mit dem Literaturnobelpreis ausgezeichneten Roman Die Bauern hat Władysław Reymont den Plot einer Frau, die an ihrem Ehebruch zugrunde geht, ins Milieu polnischer Bauern verlegt. Von Werken wie Madame Bovary unterscheidet sich dieser Roman signifikant insofern, als der Autor auf moralische Wertungen gänzlich verzichtet.
Männlicher Ehebruch
Lew Tolstoi vollendete 1886 – acht Jahre nach Anna Karenina – sein Bühnenstück Die Macht der Finsternis über einen promisken russischen Bauernknecht, der die eigene Stieftochter schwängert. Nachdem er das Neugeborene umgebracht hat, stellt er sich der Strafverfolgungsbehörde. Bereits 1865 hatte Nikolai Leskow seinen Roman Ohne Ausweg publiziert; darin wird die Geschichte einer Bäuerin erwähnt, die ihren untreuen Ehemann und dessen Geliebte mit der Axt erschlägt.
In Joseph Conrads Roman Der Verdammte der Inseln (1896) wird der ehebrecherische Tunichtgut von seiner Geliebten erschossen. Theodor Fontane veröffentlichte 1891 seinen dritten Ehebruchroman, der auch sein erster und einziger Roman über einen männlichen Ehebruch ist: Unwiederbringlich. Dessen Hauptfigur unternimmt den Seitensprung als Ausbruchsversuch aus einer als beengend empfundenen Ehe, verliert dann aber gleich beide: die Geliebte und die Ehefrau.

### Ehebruch im Kontext größerer Problemzusammenhänge
Weiblicher Ehebruch
In einigen Arbeiten ist gar nicht der weibliche Ehebruch das eigentliche Thema, sondern die Probleme, die diesem Ehebruch zugrunde liegen; der Ehebruch ist hier nur ein Mittel beim Versuch, die Probleme zu lösen. Bereits in den drei „großen“ Ehebruchromanen des 19. Jahrhunderts – Madame Bovary, Anna Karenina und Effi Briest – waren die Ehebrecherinnen Frauen, die sich mit ihren Männern nicht gut verstanden. In Anna Karenina und Effi Briest handelt es sich um Konvenienzehen, auf die die Frauen sich hauptsächlich eingelassen haben, um wirtschaftlich versorgt zu sein. Theodor Fontane hatte das Thema der Konvenienzehe zuvor bereits in L’Adultera (1882) und in Graf Petöfy (1883) behandelt, im letztgenannten Roman in aller Ausführlichkeit. Mehreren der Figuren, die Braut eingeschlossen, haben von Anfang an wenig Zweifel, dass die sehr ungleiche Ehe nicht funktionieren wird; tatsächlich wendet die junge Frau sich bald einem Liebhaber zu.
Eines der markantesten Beispiel für eine Ehebruchgeschichte, in denen es gar nicht um konventionelle Moral oder um Zwischenmenschliches, sondern viel tiefere Schichten des Menschlichen geht, ist die Doppelerzählung, die Robert Musil 1911 unter dem Titel Vereinigungen veröffentlicht hat. Heinrich Schirmbecks Novelle Der Kris (1942) dagegen – mit seinem Aufgebot an fantastischen Visionen, Exotik und Okkultismus – muss, wie Erhard Jöst bemerkt hat, als ein gründlich misslungener Versuch beurteilt werden, das lapidare Fremdgehen einer Frau „zu einem Ereignis von philosophischer Bedeutung zu stilisieren“.
In seinem 1924 erschienenen Roman Der Ball des Comte d’Orgel geht es Raymond Radiguet nur vordergründig um die Untreue der weiblichen Hauptfigur; eigentliches Thema ist die Maskerade, die die Figuren voreinander um ihre wahren Gefühle treiben.
In dem Drama Betrogen (1978), einem der Hauptwerke des Literaturnobelpreisträgers Harold Pinter, wird der Zerfall einer außerehelichen Affäre gezeigt, die sich parallel zum Zerfall der Ehe der weiblichen Hauptfigur vollzieht. Pinter hatte das Thema bereits 1964 in seinem rätselhaften Schauspiel Die Heimkehr behandelt, in dem die untreue Ehefrau sich als ein Mensch mit Problemen erweist, die den Ehebruch als Mittel begreift, diese Probleme abzuschütteln. Tom Perottas vielbeachteter Roman Little Children (2004) handelt vom Elend einer feministischen Intellektuellen, die Hausfrau und Mutter wird und damit ausgerechnet in dem Leben landet, das sie am wenigsten ausstehen kann; ein Ehebruch, den sie versucht, erweist sich als frustrierend.
Vereinzelt behandeln literarische Arbeiten Fälle, in denen eine verheiratete Frau einen Seitensprung unternimmt, um sich damit aus dem einen oder anderen Grunde beim Ehemann zu rächen. Ein Beispiel bildet Bernhard Schlinks Erzählung Der Seitensprung (2000), in dem eine ostdeutsche Frau es nicht auf sich sitzen lassen mag, dass ihr Mann sie im Auftrag der Stasi bespitzelt hat.
Männlicher Ehebruch
Einige Autoren haben das Thema des männlichen Ehebruchs als ein Symptom tiefer liegender Probleme ihrer Hauptfiguren verwendet. Dies gilt etwa für August Strindbergs Kammerspiel Die Gespenstersonate (1908), in dem die vielfältigen zwischen den Figuren bestehenden ehebrecherischen Beziehungen abbilden, wie verkommen die Gesellschaft ist, in der sie leben.
Jakob Wassermanns Roman Etzel Andergast (1931) erzählt die Geschichte des Arztes Kerkhoven, der seine erste Frau in den Wahnsinn treibt: ein Schicksal, das seine Geliebte und spätere zweite Ehefrau Marie dann um ein Haar ebenfalls ereilt. In Das Herz aller Dinge (1948) von Graham Greene ist der Ehebruch nur eine Station der – am Ende tödlichen – moralischen Krise der männlichen Hauptfigur. Max Frisch hat das Ehebruchsthema mehrfach aufgegriffen, allerdings stets nur am Rande und hauptsächlich im Zusammenhang des bei ihm vorrangigeren Themas der Schuld des Mannes gegenüber der Frau. Am stärksten herausgearbeitet ist dieser Zusammenhang in Stiller (1954), in dem Stiller seine gefühlskalte Ehefrau Julika mit der ebenfalls verheirateten Sibylle betrügt, vor einer echten Bindung an die Geliebte aus Schuldgefühl gegenüber Julika aber zurückscheut. Um Schuld geht es auch in Samuel Becketts Einakter Spiel (1963); ganz anders als bei Frisch jedoch suchen die drei Beteiligten diese, nachdem sie elend geworden sind, jeweils bei den beiden anderen.
Die spätere Literaturnobelpreisträgerin Herta Müller publizierte 1982 ihren Erzählband Niederungen, in dem allgegenwärtige Ehebrüche die sinistre Anti-Idylle prägen, die Müller mit der untergehenden Welt der Banater Schwaben assoziiert. In André Dubus’ Romantrilogie We Don’t Live Here Anymore (1984) spiegeln die freudlosen Ehebrüche, die die beiden männlichen Hauptfiguren mit der Gattin des jeweils anderen begehen, die Miseren wider, in die es sie im Laufe ihres Erwachsenwerdens verschlagen hat. Wie Bryant Burnett befunden hat, reiht Peter Straubs Ehebruchroman Die fremde Frau (1992) sich bei denjenigen Werken ein, bei denen der Versuch, aus der Grundidee des Fremdgehens etwas Tieferes, Bedeutungsvolleres zu machen, mehr oder weniger gescheitert ist.
Joanna Murray-Smiths Drama Honour (1995) verwendet die Konfrontation von Ehefrau und Geliebter, um danach zu fragen, was eine gute Partnerschaft eigentlich ausmacht. In seinem Roman Der Liebeswunsch (2000) hat Dieter Wellershoff das Ehebruchthema verwendet, um die zerstörerische Macht aufzuweisen, die Rationalität hat, wenn man sie in Liebesdingen zum Maßstab zu machen versucht.

### Nach dem Realismus: Sterbende und scheiternde Ehebrecher
Weiblicher Ehebruch
Wie in der Kreutzersonate, so stirbt die untreue Frau auch in Alexandre Dumas fils’ Roman Die polnische Gräfin (1864) von der Hand ihres Ehemannes. In Arthur Conan Doyles Kurzgeschichte Die Pappschachtel (1893) tötet ein betrogener Ehemann seine Frau; wie Sherlock Holmes schließlich herausfindet, ist aber gar nicht er es, der die eigentliche Schuld trägt.
Das Motiv der Ehebrecherin, die an den Folgen ihrer Untreue stirbt, findet sich auch in der Literatur der Jahrhundertwende und des 20. Jahrhunderts noch, so etwa in Heinrich Manns Debütroman In einer Familie (1893), in Das Gänsemännchen (1915) von Jakob Wassermann, Als der Krieg zu Ende war (1947, Drama) von Max Frisch, Das Ende einer Affäre (1951) von Graham Greene, Nachts unter der steinernen Brücke („Die Pest in der Judenstadt“, 1953) von Leo Perutz, Spätestens im November (1955) von Hans Erich Nossack, Die Schöne des Herrn (1968) von Albert Cohen, Der englische Patient (1992) von Michael Ondaatje und Vogelweide (2013) von Uwe Timm.
Das kurioseste Sterben einer Ehebrecherin hat Javier Marías in seinem Roman Morgen in der Schlacht denk an mich (1994) beschrieben, wo der Liebhaber sich nach dem One-Night-Stand unvermittelt mit einer Leiche wiederfindet und nicht weiß, wie er aus dieser Situation anständig wieder herauskommen soll.
Per Olov Enquists Roman Der Besuch des Leibarztes (2001) erzählt die Geschichte der britischen Prinzessin Caroline Mathilde, die mit dem geisteskranken und politisch schwachen dänischen König Christian VII. verheiratet wird, dann aber eine Affäre mit dessen Leibarzt Struensee anfängt, der helfen will, Christian zu einem starken und fortschrittlichen Regenten zu machen. Caroline Mathilde wird am Ende verbannt, Struensee hingerichtet.
Männlicher Ehebruch
1911 hat Edith Wharton ihren Roman Ethan Frome über einen von einer kränklichen Ehefrau tyrannisierten Mann publiziert, der sich in ein junges Mädchen verliebt; der Versuch eines gemeinsamen Selbstmordes der Liebenden endet mit der Querschnittslähmung des Mädchens. Erneut griff Wharton das Thema des männlichen Ehebruchs in Zeit der Unschuld (1920) auf; der Mann verzichtet darin auf die Geliebte und entscheidet sich für die ungeliebte Ehefrau, die sein Kind erwartet. F. Scott Fitzgeralds Roman Zärtlich ist die Nacht (1934) handelt vom inneren Zerbrechen eines Arztes, der durch die Heirat einer Patientin in die Upper Class aufsteigt, sich dann aber in eine andere Frau verliebt. Auch in Lion Feuchtwangers Roman Goya oder der arge Weg der Erkenntnis (1951) ist es eine außereheliche Affäre, die zur Hauptursache für den Untergang der männlichen Hauptfigur wird.
Männlicher Ehebruch wird gelegentlich als Station einer Midlife-Crisis dargestellt, wo sie dann verhängnisvolle Folgen zeitigt, wie etwa in Piers Paul Reads A Married Man (1979). In diesem Roman geht es um einen Rechtsanwalt, der von einer seiner Geliebten bestärkt wird, als Parlamentsabgeordneter für Labour zu kandidieren. Erst als seine Frau zusammen mit ihrem Liebhaber ermordet wird, beginnt er zu verstehen, wie sehr sein Leben aus Lügen aufgebaut war. 1991 veröffentlichte Josephine Hart ihrem Roman Verhängnis über einen verheirateten britischen Parlamentsabgeordneten, der ein Verhältnis mit der Verlobten seines Sohnes beginnt und dadurch unwillentlich Mitschuld trägt, als der Sohn schließlich tödlich verunglückt. Auch die Karriere der männlichen Hauptfigur in Tim Parks’ Roman Doppelleben (2005), einem aufstrebenden Richter, bricht rapide zusammen, als er eine außereheliche Affäre zu viel hat.
1953 veröffentlichte Roald Dahl seine satirisch-gruselige Kurzgeschichte Lamb to the Slaughter (1953) über eine schwangere Hausfrau, die ihren untreuen Gatten mit einer Lammkeule erschlägt. Die Titelfigur in Ana Consuelo Matiellas Erzählung The Truth about Alicia (2002) erschießt den untreuen Ehemann zusammen mit der Geliebten.

### Konsequenzen des Ehebruchs für die Geliebte bzw. für den Liebhaber
Männlicher Ehebruch
Der männliche Ehebruch wurde schon früh häufig aus der Perspektive der Geliebten erzählt, etwa in Berthold Auerbachs Roman Auf der Höhe (1865), in dem die Geliebte eines verheirateten Monarchen an der Schuld zerbricht, die sie mit ihrem ehestörerischen Verhalten auf sich geladen hat. In Émile Zolas Roman Ein Blatt Liebe (1877) verliebt eine einsame Witwe sich in einen verheirateten Arzt und verschuldet dabei durch eine Nachlässigkeit den Tod ihrer kleinen Tochter. Zola hat das Ehebruchthema in seinem Romanwerk mehrfach verwendet: außer in Thérèse Raquin (1867) auch in Nana (1880) und in Ein feines Haus (1882). Ricarda Huchs Debütroman Erinnerungen von Ludolf Ursleu dem Jüngeren (1893) erzählt die Geschichte von Galeide, die der Frau des Mannes, den sie liebt, den Tod wünscht; als diese tatsächlich stirbt und der Weg für eine Ehe mit dem Geliebten frei wird, zerbricht Galeide daran.
W. Somerset Maughams Debütroman Liza von Lambeth (1897) schildert einen männlichen Ehebruch aus der Perspektive der Geliebten, die durch das Liebesverhältnis sozial stigmatisiert wird und am Ende an den Folgen einer Prügelei mit der körperlich überlegenen Ehefrau stirbt. Wie Maugham, so hat auch Colette das Ehebruchthema in ihren Romanen wiederholt behandelt. Chéri (1920), eines ihrer Hauptwerke, erzählt von den komplexen Gefühlen von Léa, einer 49-Jährigen, deren viel jüngerer Geliebter eine andere heiratet, sie zunächst aber nicht aufgeben will und seine junge Frau mit ihr betrügt, bis Léa ihn schließlich widerstrebend freigibt.
1981 erschien Brian Moores Roman Die Versuchung der Eileen Hughes über einen verheirateten Mann, der eine wesentlich jüngere Frau zu seiner Geliebten machen möchte; im Mittelpunkt der Geschichte stehen die Reaktionen der Angebeteten und der Ehefrau. Moderne Ansichten auf die Situation der Geliebten, deren Partner weder die Annehmlichkeiten der Ehefrau noch die Bettgefährtin aufgeben will, bieten unter anderem die Romane Pechrabenschwarz (1983) von Renata Adler und Bleibtreu (2003) von Martina Zöllner.
Eine interessante Variation zum Ehebruchroman, der aus der Perspektive der Geliebten erzählt wird, bietet Ford Madox Fords Roman The Good Soldier (1915); die Geschichte des Ehebruches wird darin aus der Sicht des Ehemannes einer der Geliebten eines verheirateten Mannes erzählt.
In erschreckender Weise frei von Konsequenzen bleiben dagegen die Seitensprünge in Richard Fords Erzählband Eine Vielzahl von Sünden (2002), und zwar deshalb, weil die beteiligten Personen es hier auch beim Fremdgehen nicht fertigbringen, das Risiko echter Gefühle einzugehen.
Weiblicher Ehebruch
Auch einige literarische Arbeiten um weiblichen Ehebruch zeigen dessen Konsequenzen für den Geliebten. Eines der drastischsten Beispiele ist Camillo Boitos 1883 erschienene Tagebuchnovelle Sehnsucht. Sie erzählt von einer berechnenden, aber impulsiven Frau, deren Liebhaber sie betrügt. Dass er zufällig auch ein Deserteur ist, ermöglicht es ihr, ihn zu denunzieren, und am Ende wohnt sie sogar seiner Erschießung bei. Auch in Doktor Faustus (1947) kommt der untreue Liebhaber (der Geiger Rudi Schwerdtfeger) nicht mit dem Leben davon, sondern wird von der aufgebrachten Ehebrecherin Ines Rodde erschossen; im Gesamtwerk von Thomas Mann ist dies einer der ganz wenigen Fälle ehelicher Untreue.
Hermann Sudermanns Künstlerdrama Sodoms Ende (1890) erzählt vom Schicksal des jungen Malers Willi, der von seiner verheirateten Mäzenin verführt wird; das Stück endet mit dem Tod dreier Personen.
Didier Golds 1910 erschienener Einakter La Houppelande erzählt die Geschichte von Georgette, die ihren Mann Michel, von dem sie sich nach dem Verlust ihres gemeinsamen Kindes entfremdet hat, mit Henri betrügt. Als Michel dahinterkommt, tötet er Henri. Größere Bekanntheit hat der Stoff durch Giacomo Puccinis Opernversion Il tabarro (1918) erlangt.
Als ein Beispiel für die Schilderung des weiblichen Ehebruchs aus der Perspektive des Liebhabers ist – neben Greenes Das Ende einer Affäre – F. Scott Fitzgeralds Roman Der große Gatsby (1925) zu nennen. Gatsby hat ein Verhältnis mit der verheirateten Daisy; nachdem diese versehentlich die Geliebte ihres Mannes tödlich überfährt, nimmt er die Schuld auf sich, was für ihn tödlich endet. Im Zentrum der Erzählung A casual affair (1939) von W. Somerset Maugham steht die Geschichte eines jungen Diplomaten, der auf die verheiratete Frau, die er über alles liebt, verzichtet – schweren Herzens und nur aus Rücksicht auf ihre Interessen. Als er später begreift, dass er für sie nur eine belanglose Affäre war, geht er zugrunde. Ein weiteres Beispiel für die Perspektive des Liebhabers ist Martin Mosebachs Roman Eine lange Nacht (2000) über einen nichtsnutzigen Mann, der bei einer verheirateten Frau Lebenshilfe findet. In Markus Werners Roman Am Hang (2013) lernt ein zynischer Mann erst im Verlaufe der zufälligen Begegnung mit dem Ehemann seiner ehemaligen Geliebten vom Wert der Liebe.

### Mörderische Ehebrecher
Gattenmörderinnen
In Nikolai Leskows Erzählung Die Lady Macbeth von Mzensk (1865), die ihre heutige Bekanntheit vor allem Dmitri Schostakowitschs Opernadaption (Lady Macbeth von Mzensk, 1934) verdankt, bringt die Ehefrau ihren Mann mit Hilfe des Geliebten um, begeht am Ende jedoch Suizid. Ähnliche Handlungen haben Émile Zolas Roman Thérèse Raquin (1867), der wiederum von Adolphe Belot und Ernest Daudets Roman La Vénus de Gordes (1866) angeregt war, und James M. Cains Kriminalroman Wenn der Postmann zweimal klingelt (1934). Die Finnin Minna Canth nutzte das Thema in ihrem Schauspiel Sylvi (1893), um für eine Liberalisierung des Scheidungsrechtes zu werben.
Ganz aus dem Rahmen gängiger Erzählmuster fällt Ernest Hemingways Kurzgeschichte Das kurze glückliche Leben des Francis Macomber (1936), in der eine untreue Ehefrau ihren Mann, als dieser ihrer Kontrolle zu entgleiten droht, erschießt.
Ehefrauenmörder
In Vorsätzlich. Die Geschichte eines gewöhnlichen Verbrechens (1931) hat Anthony Berkeley Cox die Promiskuität eines von seiner Frau unterdrückten
Arztes in einem Kriminalroman verpackt; um für seine Geliebte frei zu werden, ermordet er die Ehefrau; das Verbrechen zahlt sich für ihn aber ebenso wenig aus wie für die Ehebrecherinnen in Thérèse Raquin und Wenn der Postmann zweimal klingelt. Um einen (vermuteten) Mord an der im Wege stehenden Ehefrau geht es auch in Hugh Whitemores Kriminalstück Disposing of the Body (1999).

### Frühe weibliche Perspektiven
Neben Minna Canth haben auch einige andere Autorinnen das Thema des weiblichen Ehebruchs genutzt, um die gesellschaftlichen Härten anzuprangern, denen Frauen in ihrer Zeit ausgesetzt waren, darunter zum Beispiel George Sand. In ihrem Roman Le dernier amour (1866) überwacht der Erfinder einer bizarren Ehebruchtheorie seine Frau auf unmenschliche Weise und treibt sie damit geradewegs in das Verhalten, das er eigentlich hatte verhindern wollen.
In Marie von Ebner-Eschenbachs Roman Unsühnbar (1890) verzichtet eine junge Adlige auf den Partner, der zu ihr passen würde, um eine „Partie“ zu machen; halb gegen ihren Willen betrügt sie ihren Mann später mit dem Jugendgeliebten und zerbricht dann an ihrer Schuld. Selbst die feministisch bewegte Hedwig Dohm lässt in ihrem Roman Sibilla Dalmar (1896) die Titelfigur nach einem Seitensprung am Kindbettfieber sterben.
In ihrem Roman Das Erwachen (1899) hat Kate Chopin das Schicksal einer Ehefrau geschildert, die mit einem Mann einen belanglosen Seitensprung unternimmt, aber einen anderen liebt und begehrt; um sie zu schützen, weicht dieser ihr aus; verzweifelt über ihre Unfreiheit begeht sie am Ende Suizid.

### Konsequenzen des Ehebruchs für den betrogenen Ehepartner
Männlicher Ehebruch
Henrik Ibsens Familiendrama Gespenster (1881) handelt vom Schicksal einer Frau, die mit den Folgen der wiederholten Ehebrüche ihres inzwischen verstorbenen Mannes fertig werden muss; eine davon ist die angeborene Syphilis des gemeinsamen Sohnes. Allgegenwärtig ist das Ehebruchthema im Werk von Guy de Maupassant. Bereits sein Erstlingsroman Ein Leben (1883) erzählt die Lebensgeschichte einer Frau, die nicht nur von ihrem Mann betrogen wird, sondern später entdecken muss, dass auch ihr Sohn lockere Sitten hat. In Alan Dales A Marriage Below Zero (1889), einem der ersten englischsprachigen Romanen über eine homosexuelle Liebe, wird diese aus der Perspektive der Ehefrau eines der beiden Männer erzählt.
In André Gides 1902 publiziertem Roman Der Immoralist geht es um einen nicht-geouteten Homosexuellen, dessen Frau die gemischtorientierte Ehe und die Untreue ihres Mannes nicht verkraftet und schließlich auch stirbt. Henry James hat das Ehebruchthema mehrfach behandelt, am prominentesten in seinem Roman Die Goldene Schale (1904). Dieser Entwicklungsroman erzählt vom Erwachsenwerden einer jungen Erbin, die im Verlaufe der Handlung genug Kraft und Geschicklichkeit entwickelt, um ihrem Ehemann die Untreue auszutreiben und ihn eheliche Liebe zu lehren. Ebenfalls aus der Perspektive der betrogenen Ehefrau wird Ellen Glasgows 1913 erschienener Roman Virginia erzählt; hier wird die Frau von ihrem Mann jedoch verlassen. In Katherine Anne Porters Kurzgeschichte Maria Concepcion (1922) ersticht die betrogene Ehefrau ihre Rivalin und wird von ihrem Mann dann vor der Strafverfolgung geschützt. Im Mittelpunkt von W. Somerset Maughams kurzer Erzählung P&O (1926) steht Mrs. Hamlyn, die ihren Mann und die gemeinsame Wahlheimat Japans verlässt, nachdem er sich in eine andere Frau verliebt hat. An Bord des Schiffes, das sie nach Europa bringen soll, wird sie Zeugin des unerklärlichen Sterbens ihres Mitpassagiers Gallaghan, dessen asiatische Geliebte ihn, als er sie verließ, mit einem Fluch belegt hatte. Sein Schicksal macht auf Mrs. Hamlyn starken Eindruck, und eine machtvolle neue Wertschätzung des Lebens reift in ihr heran; sie gibt ihren Mann frei.
Penelope Mortimers 1962 erschienener Roman Kann man Jake lieben? erzählt die seltsame Geschichte einer Frau, die, während ihr Mann fremd geht, nicht aufhören kann, Kinder zu gebären. In Manfred Bielers Roman Der Kanal (1978) greift eine Frau, die ihren untreuen Mann zurückgewinnen will, zu außergewöhnlichen Maßnahmen. Der eigentlich banale Plot, bei dem ein verheirateter Mann sich in eine jüngere, sexuell attraktivere Frau verliebt, gewinnt in Peter Nichols’ Schauspiel Passion Play (1981) einen besonderen Twist dadurch, dass sowohl der Ehebrecher als auch seine erschütterte Ehefrau mit einem Alter Ego ausgestattet werden, d. h. diesen beiden Figuren wird jeweils ein zweiter Schauspieler beigesellt, der im Gegensatz zur Figur unverblümt ausspricht, was ihn gerade bewegt.
In dem Roman Dept. of Speculation (2014) hat Jenny Offill die komplexen Gefühle beschrieben, die eine Frau durchmacht, deren Mann eine Affäre hat. The First Day (2017) von Phil Harrison entfaltet über einen Zeitraum von 30 Jahren hin das Schicksal einer Familie, in der der Vater eine Affäre hat.
Weiblicher Ehebruch
Einige literarische Arbeiten stellen detailliert dar, wie das Leben eines Mannes durch die Untreue seiner Frau zerstört wird, etwa Oskar Maria Grafs Roman Bolwieser (1931) über einen Bahnhofsvorsteher, der zu pflichtbewusst und gutartig ist, um sich gegen das Unheil, das seine untreue Frau und deren Liebhaber über ihn bringen, zu wehren. Der Titel von Evelyn Waughs Roman Eine Handvoll Staub (1934) drückt aus, was der betrogenen männlichen Hauptfigur nach Rosenkrieg und Verlassenwerden noch bleibt. Im Suizid endet der von seiner Frau betrogene Diplomat in Joseph Roths Novelle Triumph der Schönheit (1934). Ausgangspunkt für das Elend der Hauptfigur Beckmann in Wolfgang Borcherts Drama Draußen vor der Tür (1947) ist die Untreue seiner Frau, die ihn nach seiner Heimkehr aus dem Kriege nicht wiederhaben will.
Weniger hilflos ist der betrogene Ehemann in Max Frischs 1958 uraufgeführtem Schwank Die große Wut des Philipp Hotz: er rächt sich, indem er vortäuscht, selbst eine Affäre gehabt zu haben. Uwe Johnson veröffentlichte 1982 eine Erzählung Hinterhands Unglück (in: Skizze eines Verunglückten) über einen Schriftsteller, der, nachdem er vom Ehebruch seiner Frau erfährt, eine Schreibblockade erleidet.

### Unerwartete Folgen des Ehebruchs
In einigen Werken steht weniger der Ehebruch selbst im Mittelpunkt, sondern die Auseinandersetzung der Frau mit Konsequenzen, die dieser unerwartet hervorbringt. Dies trifft etwa auf Arthur Schnitzlers Erzählung Die Toten schweigen (1897) zu, in der eine verheiratete Frau einen Ausweg aus dem Schock und aus der Klemme finden muss, die sich für sie ergeben, als ihr Liebhaber in ihrem Beisein unerwartet ums Leben kommt. Ein weiteres Mal hat Schnitzler das Ehebruchthema in seiner Erzählung Das Tagebuch der Redegonda (1911) aufgegriffen, in dem er mit Umständen der Affäre ein raffiniertes Verwirrspiel treibt.
In Stefan Zweigs 1910 geschriebener Novelle Angst geht eine untreue Ehefrau durch die Qualen nicht nur einer Erpressung, sondern auch der schwierigen Entscheidung, ob sie es wagen kann, sich ihrem Mann anzuvertrauen. Zu einer unerwarteten Komplikation führt auch der Ehebruch, den die Titelfigur in Irwin Shaws Roman Lucy Crown (1956) begeht: da ihr 13-jähriger Sohn sie verrät, bleibt die Ehe zwar erhalten, doch das Verhältnis zwischen Mutter und Sohn zerbricht.
In der DDR-Literatur waren Themen aus dem Privatleben nicht gern gesehen und Ehebruchromane daher recht selten. Zu den wenigen literarischen Arbeiten aus der DDR, die vom weiblichen Ehebruch handeln, zählt Karl-Heinz Jakobs’ Roman Beschreibung eines Sommers (1961), dessen Hauptfigur während eines Ehebruches Gewissensqualen nicht nur wegen des Schmerzes leidet, den sie ihrem Mann zufügt, sondern auch wegen ihres Verstoßes gegen die sozialistischen Moralvorstellungen.
In Botho Strauß’ Bühnenstück Unerwartete Rückkehr (2002) bringt die zufällige Wiederbegegnung eines Mannes mit seiner ehemaligen Geliebten und deren Mann zwischen dem Ehepartnern eine lang unterdrückte Krise zum Ausbruch.

### Promiske Ehebrecher
Männlicher Ehebruch
Männliche Ehebrecher werden in der Literatur häufig als Womanizer charakterisiert, die es auch nach ihrer Heirat einfach nicht fertigbekommen, von anderen Frauen die Finger zu lassen. Dies trifft u. a. für Anton Pawlowitsch Tschechows berühmte Erzählung Die Dame mit dem Hündchen (1899) zu, dessen promiske männliche Hauptfigur sich allerdings ernstlich verliebt; ob er seine Frau wirklich verlassen wird, lässt Tschechow offen. In Beate und Mareile (1903) von Eduard von Keyserling lässt der untreue Ehemann von seinen Eskapaden erst ab, nachdem er im Duell verwundet und damit zur Räson gebracht wird. Auch in Arthur Schnitzlers Tragikomödie Das weite Land (1911) kommt es zu einem Duell; allerdings fordert hier untreue Ehemann den Liebhaber seiner Frau heraus. Mackie Messer in Bertolt Brechts Dreigroschenoper (1928) begibt sich unmittelbar von seiner Trauung in ein Hurenhaus.
That Uncertain Feeling (1955) von Kingsley Amis behandelt auf humorvolle Weise den durchaus bitterernsten Zwiespalt eines Mannes, der einerseits zwar anständig und seiner Frau treu bleiben will, andererseits aber nicht weiß, wie er seiner Vorliebe für attraktive Frauen verleugnen soll. Große Präsenz haben männliche Ehebrüche im Romanwerk von Max Frisch (Stiller, 1954; Homo faber, 1957) und von Martin Walser (Ehen in Philippsburg; 1957, Anselm-Kristlein-Trilogie, 1960–1973; Zürn-Romane, 1980–2004; Angstblüte, 2006), in dem die männlichen Hauptfiguren sich mit großer Nonchalance Geliebte halten, ohne auf die Annehmlichkeiten des Verheiratetseins zu verzichten. In Iris Murdochs satirischem Roman Maskenspiel (1961) verliert ein untreuer Ehemann alle Frauen, die ihm etwas bedeuten, an deren Liebhaber. Ein ständiges Thema ist der Ehebruch im Romanwerk von John Updike, etwa in Ehepaare (1968), wo die ehebrecherischen Verhältnisse der Figuren der sichtbare Ausdruck eines zugrundeliegenden gesellschaftlichen Verfalls sind. Rabbit Angstrom, Hauptfigur in Updikes Rabbit-Pentalogie (1960–2002) betrügt seine Frau laufend, weil er glaubt, dass das Familienleben der Mittelklasse seine Lebensmöglichkeiten unzumutbar einschränkt.
Milan Kunderas Roman Die unerträgliche Leichtigkeit des Seins (1984) um einen Mann, dessen Frau seine ständigen Seitensprünge klaglos erträgt, endet mit dem Suizid beider. Auch im Romanwerk von Philip Roth hat der Typus des promisken männlichen Ehebrechers einen festen Platz, etwa in Sabbaths Theater (1995), dessen Held durch den Tod seiner langjährigen Geliebten allerdings in eine schwere Lebenskrise gerät. Bereits 1990 hatte Roth seinen Roman Täuschung veröffentlicht, der vollständig aus den Dialogen besteht, die ein verheirateter amerikanischer Schriftsteller vor und nach dem Sex mit seiner ebenfalls verheirateten englischen Geliebten führt.
In Michel Houellebecqs 1994 erschienenem Roman Ausweitung der Kampfzone kommt zwar kein Ehebruch vor; der Ich-Erzähler entwickelt darin jedoch eine interessante Theorie:

„Wie der Wirtschaftsliberalismus – und aus analogen Gründen – erzeugt der sexuelle Liberalismus Phänomene absoluter Pauperisierung. Manche haben täglich Geschlechtsverkehr, andere fünf oder sechs Mal in ihrem Leben, oder überhaupt nie. Manche treiben es mit hundert Frauen, andere mit keiner. […] In einem sexuellen System, in dem Ehebruch verboten ist, findet jeder recht oder schlecht einen Bettgenossen. […] In einem völlig liberalen Sexualsystem haben einige ein abwechslungsreiches und erregendes Sexualleben, andere sind auf Masturbation und Einsamkeit beschränkt.“

Ebenso lustspielhaft wie zugespitzt intellektuell ist David Lodges Denkt (2001) über einen charismatischen und von Frauen umschwärmten Kognitionswissenschaftler. Jed Mercurios Roman American Adulterer (2009) spürt den Motiven des notorischen Ehebrechers John F. Kennedy nach.
Weiblicher Ehebruch
Mit Julia Lambert hat W. Somerset Maugham (Julia, du bist zauberhaft, 1937) eine weibliche Ehebrecherin geschaffen, die sich in puncto Promiskuität mit verheirateten männlichen Schürzenjägern wie John Updikes Figur Rabbit Angstrom messen lassen kann. 1954 publizierte Anaïs Nin ihren Roman Spion im Haus der Liebe über eine verheiratete Frau, die sich alle sexuellen Freiheiten nimmt, die Männer sonst selbstverständlich beanspruchen. In Binnie Kirshenbaums Roman Kurzer Abriß meiner Karriere als Ehebrecherin (1996) schafft die lebenslustige weibliche Hauptfigur sich nur deshalb einen Ehemann an, um ihn sofort zu betrügen: ihr schwierigster Liebhaber hatte eine Schwäche für verheiratete Frauen erkennen lassen.

### Nach dem Realismus: Ehebruchromane mit Happy End
Im 20. Jahrhundert entstehen weitere literarische Arbeiten, in denen Ehebrecherinnen mehr oder weniger ein Happy End erleben. So wird in Eduard von Keyserlings Roman Dumala (1907) die untreue Ehefrau von ihrem Liebhaber zwar verlassen, erbt aber immerhin das Vermögen ihres nachsichtigen Gatten. Mit Feiertagskinder publizierte Keyserling 1919 einen weiteren Ehebruchroman mit Happy End. Glimpflich war auch das Schicksal der untreuen Irene Forsyte in Die Forsyte-Saga (1906–1921) von John Galsworthy, die nach langer Drangsal die Scheidung erreicht und den Geliebten heiraten kann. 1928 folgte Lady Chatterley von D. H. Lawrence mit einer ähnlichen Thematik.
Ein aktuelleres Beispiel für einen Ehebruchroman mit Happy End ist Deborah Moggach Historienroman Tulpenfieber (1999), der die Geschichte einer Holländerin erzählt, die im 17. Jahrhundert vor dem Ehemann ein riskantes Gaukelspiel treibt, um für ihren Geliebten frei zu werden.

### Unentschlossene Ehebrecher
Weiblicher Ehebruch

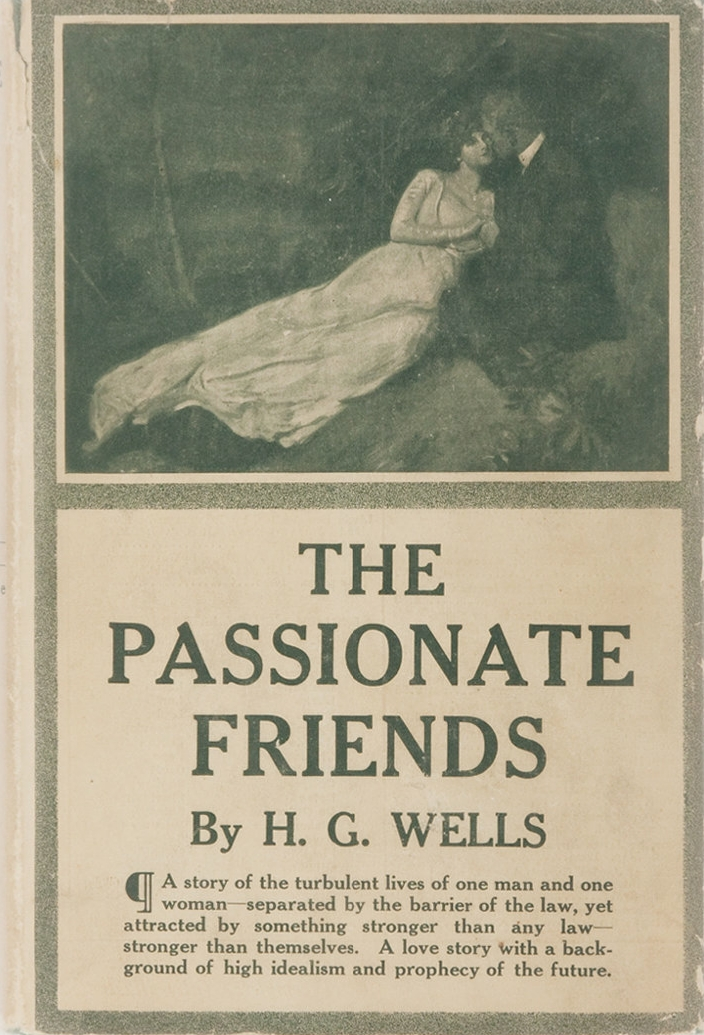
H. G. Wells: The Passionate Friends

In einigen literarischen Arbeiten erweist der Ehemann sich als der bessere der beiden Partner, etwa in H. G. Wells’ 1913 veröffentlichtem Roman The Passionate Friends, in dem eine junge Frau nicht den Mann heiratet, den sie leidenschaftlich liebt, sondern einen anderen, der ihr soziale Sicherheit bietet. Später betrügt sie ihren Mann mit dem Jugendgeliebten, zögert aber erneut, ihrem Herzen zu folgen; am Ende stellt sich heraus, dass ihr Ehemann sie viel mehr liebt, als sie geahnt hat; das Paar versöhnt sich. Regisseur David Lean hat das Werk 1948 unter dem Titel Die große Leidenschaft als Spielfilm adaptiert.
In dem Roman Das Heim und die Welt (1916) des bengalischen Literaturnobelpreisträgers Rabindranath Tagore lässt ein gebildeter und sanfter Mann seiner in der Welt noch unerfahrenen Frau auch dann noch freie Hand, als sie sich in einen anderen verliebt. W. Somerset Maughams Roman Der bunte Schleier (1925) erzählt die Geschichte einer jungen Ehefrau, die fremdgeht, weil sie die Qualitäten ihres Ehemannes zu spät zu schätzen lernt; als sie erkennt, dass der Liebhaber einen schlechten Charakter hat, stirbt der Ehemann. In Frank Thiess’ Roman Frauenraub (1927) sucht der Ehemann die Schuld für Untreue und Flucht seiner Frau bei sich selber und versucht, sie erneut für sich zu gewinnen. 1932 erschien Jean Gionos Roman Jean der Träumer, dem Marcel Pagnol anschließend den Stoff für sein Drehbuch zu dem 1938 uraufgeführten Film Die Frau des Bäckers entlieh; dieser erzählt die Geschichte eines provenzalischen Dörflers, der seine untreue Frau nach ihrem Seitensprung liebevoll verzeihend wieder aufnimmt. Jérôme Savary adaptierte Pagnols Arbeit später für die Bühne (1985). Einen ähnlich versöhnlichen Grundton weist Werner Bergengruens Novelle Das Netz (1956) auf, in der ein betrogener Ehemann seiner Frau, die hingerichtet werden soll, das Leben rettet. Bereits 1936 hatte Noël Coward seinen Einakter Still Live uraufgeführt, in dem zwei Verheiratete sich ineinander verlieben, von Schuldgefühlen gegenüber ihren Ehepartnern aber so bedrückt werden, dass sie die Affäre abbrechen, bevor sie wirklich begonnen hat. Einem späteren Publikum ist der Stoff in zwei Verfilmungen bekannt geworden (Begegnung, 1945; Flüchtige Begegnung, 1974).
B. Traven, der häufig als Spötter über die emanzipatorischen Bestrebungen der zeitgenössischen Frauen hervorgetreten ist, hat 1954 eine Erzählung Eine unerwartete Lösung veröffentlicht, über eine zunächst nörglerische Ehefrau, die sich nach einem Ehebruch und mit einem außerehelich gezeugten Kind unterm Herzen reumütig dem Willen ihres Mannes unterwirft. In dem Roman Elizabeth Appleton (1963) hat Bestsellerautor John O’Hara die Geschichte einer in konventionellen Verhältnissen lebenden Frau erzählt, die sich nach einer leidenschaftlichen heimlichen Eskapade gegen den Geliebten und für ihre Ehe entscheidet.
1972 erschien Joyce Carol Oates’ Short Story Die Ehebrecherin (The Lady with the Pet Dog) über Anna, eine Frau, die sich zwischen Liebhaber und Ehemann nicht zu entscheiden vermag. Jane Gardams Roman The Man in the Wooden Hat (2009) erzählt über einen jahrzehntelangen Handlungszeitraum hinweg die Geschichte einer Frau, die nicht treu sein kann, es aber auch nicht fertigbringt, ihren Ehemann zu verlassen. In Alles über Sally (2010) von Arno Geiger wendet die Titelfigur sich wieder ihrem Ehemann zu, nachdem der Liebhaber sie wegen einer anderen Frau verlässt. Die emanzipierte Heldin in Paulo Coelhos Roman Untreue (2013) findet durch ihren Seitensprung zu tieferer Liebe zu ihrem Mann.
Männlicher Ehebruch
Eine kleine Anzahl literarischer Arbeiten handelt von Männern, die sich zwischen ihrer Geliebten und der Ehefrau nicht zu entscheiden vermögen, wie etwa Georges Simenons 1961 veröffentlichter Roman Der Zug. Das Buch handelt von der kurzen Liebesaffäre eines verheirateten Franzosen mit einer jüdischen Frau unbekannter Nationalität, die auf der Flucht vor den Nazis ist; obwohl die Begegnung mit ihr ihn tief berührt, bringt er es nicht fertig, Frau und Kinder für die Geliebte zu verlassen.  Ein ganz ähnliches Thema hat Richard Yates’ ebenfalls 1961 erschienener Debütroman Zeiten des Aufruhrs, in dem ein Mann – unter anderen mit Hilfe eines Ehebruchs – vergeblich versucht, sich aus seinem konfektionierten amerikanischen Vorstadtleben herauszuträumen.
Nach Beschreibung eines Sommers (siehe weiter oben) erschien in der Deutschen Demokratischen Republik mit Günter de Bruyns Roman Buridans Esel 1963 zum zweiten Mal ein Ehebruchroman, diesmal mit einem untreuen Mann: Karl Erp, ein sozial arrivierter Intellektueller, unternimmt den Seitensprung im Versuch, aus seiner unschöpferischen Bequemlichkeit auszubrechen, kehrt am Ende aber kleinlaut zu seiner Ehefrau zurück. 1964 folgte Erik Neutschs Spur der Steine, in dem der verheiratete SED-Parteisekretär Horrath wegen einer außerehelichen Affäre zum Hilfsarbeiter degradiert wird. Selbst in Ingo Schulzes erst 2008 veröffentlichtem Roman Adam und Evelyn ist der Ehebruch, wie Oliver Jungen bemerkt hat, noch mit sozialistischem Symbolismus befrachtet.
Nicholas Mosleys Roman Natalie Natalia (1971) erzählt die Geschichte eines konservativen Parlamentsabgeordneten, dessen Unentschiedenheit zwischen seiner Geliebten und seiner Ehefrau ein getreues Spiegelbild der Ambivalenz ist, die er auch gegenüber seiner politischen Karriere empfindet.

### Befreiung, Selbsterkenntnis und Selbstfindung
Weiblicher Ehebruch
In Stefan Zweigs Novelle Verwirrung der Gefühle (1927) hat ein junger Philologiestudent Sex mit der Frau seines Professors, um seine eigenen Empfindungen gegenüber dem Lehrer, der sich in ihn verliebt hat, auszuloten und zu klären, und gewinnt dabei die Erkenntnis:

„Ich habe von je den Ehebruch verabscheut, nicht aber um einer rechthaberischen Moral willen, aus Prüderie und Sittsamkeit, nicht so sehr, weil er Diebstahl im Dunkeln bedeutet, Besitznahme fremden Leibs, sondern weil fast jede Frau in solchen Augenblicken das Heimlichste ihres Gatten verrät – jede eine Delila, die dem Hintergangenen sein menschlichstes Geheimnis wegstiehlt und einem Fremden hinwirft, das Geheimnis seiner Kraft oder seiner Schwäche. Nicht daß Frauen selber sich geben, scheint mir Verrat, sondern daß sie fast immer dann, um sich zu rechtfertigen, das Schamtuch lüpfen von ihres Mannes Scham und den Ahnungslosen gleichsam im Schlafe einer fremden Neugier, einem höhnisch genießenden Gelächter aufbreiten.“

Angesichts der offenen Ehe des Paares ist solches Moralisieren zwar obsolet, hilft dem Studenten aber, die für ihn unerträglich ambivalente Situation zu beenden, indem er sich in die Überzeugung rettet, dass er als Liebhaber der Frau dem verehrten Manne nicht mehr unter die Augen treten könne.
In einigen literarischen Arbeiten bewerkstelligt die weibliche Hauptfigur mit ihrem Ehebruch nicht nur eine Befriedigung ihrer sexuellen Wünsche, sondern erreicht damit auch eine Befreiung und Selbstfindung. Dies war bereits bei Lady Chatterley (1928) der Fall gewesen, deren Affäre ihr hilft, sich von der Leibfeindlichkeit der zeitgenössischen Intelligenzija zu befreien; Natur wird in Lady Chatterley ebenso ekstatisch erlebt wie Sex. Lawrences’ Roman lässt sich insofern mit Albert Camus’ Erzählung Die Ehebrecherin (1957) vergleichen, in dem die in ihrer Ehe unbefriedigte Janine eine erfüllende sinnliche Erfahrung am Ende gar nicht im Seitensprung mit einem Mann, sondern in einem Naturerlebnis findet. Eine verwandte Thematik erscheint auch in Marguerite Duras’ Roman Moderato cantabile (1958), dessen Heldin Anne, ebenfalls eine gelangweilte Ehefrau, auf einen Ehebruch hinarbeitet, dessen – von ihr aus diesem Grunde wohl bewusst hinausgezögerte – Vollendung schließlich jedoch enttäuschend ist. Bereits 1946 hatte W. Somerset Maugham seine Erzählung The Colonel's Lady veröffentlicht, deren Titelfigur ihren Mann, der das Interesse an ihr längst verloren hat, in Unruhe und Erstaunen versetzt, als sie, ohne schriftstellerische Vorgeschichte und bereits in reifem Alter, einen viel beachteten Gedichtband veröffentlicht; dieser deutet eine leidenschaftliche Affäre an, die sie mit einem deutlich jüngeren Mann hatte.
Einen feministischen Grundton hat Mary McCarthys Debütroman Sie und die anderen (1965), in dem eine Frau durch einen Ehebruch erschüttert die Komplexität ihrer eigenen Persönlichkeit erfährt. Doris Lessing hat 1973 mit Der Sommer vor der Dunkelheit einen beispielhaften weiblichen Befreiungsroman publiziert; der Ehebruch ist für die Hauptfigur eine wesentliche Station auf dem Wege zur Selbstfindung. Ähnliche Handlungsideen finden sich in Erica Jongs Bestseller Angst vorm Fliegen (1973), in Joan Didions Demokratie (1984) und in Elke Schmitters Frau Sartoris (2000). In Alix Kates Shulmans Roman Ménage (2012) ist es der Ehemann selbst, der seiner intellektuell gelangweilten Frau einen Liebhaber zuführt.
Männlicher Ehebruch
Vereinzelt findet sich auch literarische Arbeiten, in denen ein Mann per Ehebruch zum Selbst findet. Ein einschlägiges Beispiel ist der unvollendete letzte Roman des Literaturnobelpreisträgers Samuel Agnon, Shira (1971). In diesem Liebesroman hat ein verheirateter jüdischer Gelehrten im britisch besetzten Palästina eine Affäre mit einer scheinbar unpassenden Partnerin: eine Liebe, die ihn aus seiner intellektuellen Verkapselung befreit.
Mit ihrem populären Debütroman Such Good Friends hatte die feministisch inspirierte Lois Gould 1970 eine literarische Arbeit veröffentlicht, in der eine Ehefrau durch die Untreue ihres Mannes – bzw. durch die Aufdeckung derselben – zu ihrem Selbst findet, in diesem Falle freilich zu einem leidenden, passiven Selbst, eine Frau, die, wie John Seelye aufgewiesen hat, aus ihrer Opferrolle nicht auszubrechen vermag. In Margaret Drabbles Roman The Waterfall (1969) ist es die Geliebte, die sich endlosen Reflexionen hingibt.

### Ehebruch im Liebesroman
In vielen Liebesromanen ist der Ehebruch gar nicht das Hauptthema, sondern nur ein Mittel, das es dem Autor erlaubt, das Thema einzuführen, das ihn eigentlich interessiert: die Liebe des Paares, das da zueinandergefunden hat. Dies gilt beispielsweise für Elizabeth Taylors Roman Versteckspiel (1951), in dem eine verheiratete Frau ihrem Jugendgeliebten wiederbegegnet und sich erneut der Frage stellt, was die überaus komplizierte Beziehung, die sie damals mit ihm hatte, mit Liebe zu tun hat. In Doktor Schiwago (1957) von Boris Pasternak verirrt der verheiratete Titelheld sich in einen vom Autor tief ausgeloteten unauflöslichen Konflikt, als er sich in eine andere Frau verliebt. Pasternak verwendet diese einprägsame und für jeden Leser nachvollziehbare Situation für ein Bekenntnis zum privaten, persönlichen emotionalen Erleben, wie es die Sowjetführung unter dem Sozialistischen Realismus auszutilgen versucht. Auch Bodo Kirchhoff, dessen Werk häufig vom Ehebruch handelt (Die Liebe in groben Zügen, 2012; Verlangen und Melancholie, 2014), fragt immer wieder danach, was die letzte Natur der Liebe eigentlich ist.
Selbst in Tom Stoppards formal sehr anspruchsvollem Stück Das einzig Wahre (1982) geht es in erster Linie um die Frage, was die wahre Liebe eigentlich sei, während der Ehebruch als eine Angelegenheit erscheint, die auf der Suche nach Liebe nur beiläufig in die Quere kommt.

### Jenseits der Moral
Der Liberalisierung entsprechend, die der Ehebruch im Laufe des 20. Jahrhunderts in der Westlichen Welt erlebt hat, weisen einige jüngere Bearbeitungen des Themas einen grundlegenden Perspektivenwechsel auf. Der Ehebruch wird hier von den Autoren weder als Auslöser von Spannungen zwischen den Figuren noch als Skandalon verwendet, sondern kann in der Narration beliebige andere Funktionen erfüllen. Ein Beispiel ist der feministisch inspirierte Liebesroman Les vaisseaux du cœur (1988) von Benoîte Groult, in dem der Mann verheiratet und die Frau über weite Strecken der Handlung ebenfalls gebunden ist. Auch trennt eine unüberbrückbaren Bildungskluft die Liebenden. Jedoch sind es gerade diese äußerlichen Hindernisse, die es dem Paar erlauben, eine sexuelle Anziehung lebenslang äußerst lebendig zu halten, die unter den ernüchternden Bedingungen eines alltäglichen Zusammenlebens schon nach kurzer Zeit erloschen wäre.
Ein weiteres Beispiel ist Alice Munros Short Story What Is Remembered (2001) mit dem Bewusstseinsstrom einer verheirateten Frau, die sich an eine leidenschaftliche einmalige sexuelle Begegnung mit einem anderen Mann erinnert. Frei von den moralischen Implikationen der klassischen bürgerlichen Ehebruchliteratur ist auch Sibylle Bergs Roman Der Tag, als meine Frau einen Mann fand (2015), der vielmehr grundlegend die Frage nach der Notwendigkeit von Sex stellt und dessen Handlung in der Groteske endet. Um eine besondere Variante des Ehebruchs geht es in Edward Albees Stück Die Ziege oder Wer ist Sylvia? mit einer Ziege als dritter Person im Spiel, und in dem Albee nebenbei grundsätzliche Fragen stellt, was in unserer Gesellschaft überhaupt „moralisch“ ist, und was nicht.
Bodo Kirchhoff hat 2024 eine Novelle Nachtdiebe veröffentlicht, in der ein Ehebrecher mittleren Alters gemeinsam mit seinem kleinen Sohn der nach Tunesien vor ihm ausgerückten jugendlichen Geliebten nachreist. In Martina Hefters Roman Hey guten Morgen, wie geht es dir? (2024) lässt sich eine um Ausdrucksmöglichkeiten nicht verlegene Schriftstellerin hinter dem Rücken ihres mit MS ans Bett gefesselten Ehemannes online mit einem westafrikanischen Romance Scammer ein, wobei das Werk ein vielschichtiges Spiel mit der Frage treibt, wer hier mit seinen Worten wen betrügt.

## Verwandte Themen und Motive
Das Ehebruchthema überschneidet sich in der Literatur oft mit anderen, verwandten Themen und Motiven:
- Zu den ältesten literarischen Motiven mit Berührung zum Ehebruchthema zählt das Motiv der verleumdeten Gattin (Susanna im Bade, Genoveva von Brabant).
- Auch im Hahnrei- und im Eifersuchtsroman ist das zentrale Thema nicht der Ehebruch, sondern die Psychologie des misstrauischen oder betrogenen Ehepartners. Beispiel: La Jalousie (1957) von Alain Robbe-Grillet.
- Im Eheroman ist die Ehe der Hauptfiguren das eigentliche Thema. Ehebrüche können hier am Rande erscheinen, um die Ehe selbst zu charakterisieren. Beispiel: Light Years (1975) von James Salters.[112]
- Ebenfalls verwandt ist das Thema der Libertinage, bei dem literarische Figuren außerehelichen Sex als Element ihres Lebensstils verstehen. Beispiel: The History Man (1975) von Malcolm Bradbury.
- Im Falle der Ménage à trois wird die außereheliche Liebesbeziehung mit Wissen des Ehepartners gelebt. Beispiel: Jules et Jim (1952) von Henri-Pierre Roché. (Siehe auch: Dreiecksgeschichte)
- Einen Sonderfall bildet das Thema der Bigamie. Beispiel: Jane Eyre (1847) von Charlotte Brontë.
- Gelegentlich ist auch das auf den Ehebruch folgende Verlassen das zentrale Thema. Beispiel: Tage des Verlassenwerdens  (2002) von Elena Ferrante.
- In wieder anderen Werken ist gar nicht der Ehebruch selbst das Thema, sondern die Probleme, die sich daraus ergeben, dass auf einen Ehebruch eine außereheliche Geburt folgt. Beispiel: Der Schandfleck (1877) von Ludwig Anzengruber.